# Севастополь (фільм, 1970)
«Севастополь» (рос. «Севастополь») — український радянський художній фільм 1970 року режисера Валерія Ісакова за однойменною повістю Олександра Малишкіна.

## Сюжет
1917 рік. До Севастополя прибуває юнкер Сергій Шелехов, який тільки-но закінчивши навчання і отримав розподіл. Після зустрічі з більшовиком Зінченком він примикає до більшовиків…

## У ролях
| Актор               | Роль                       |
| ------------------- | -------------------------- |
| Геннадій Корольков  | прапорщик Сергій Шелехов   |
| Євгенія Уралова     | Жека                       |
| Володимир Дальський | Мангалов                   |
| Сергій Курилов      | капітан 2-го рангу Лобович |
| Станіслав Чекан     | боцман                     |
| Лев Дуров           | зауряд-прапорщик Маркуша   |
| Володимир Васильєв  | Фастовець                  |
| Олександр Горбатов  | Свінчугов                  |
| Володимир Мащенко   | Вінцент                    |
| Георгій Георгіу     | Блябліков                  |
| Володимир Маренков  | Зінченко                   |

## Творча група
- Сценарій: Віктор Потейкін
- Режисер: Валерій Ісаков
- Оператор: Вадим Авлошенко
- Композитор: Владислав Кладницький